# Subhash Kak
Subhash Kak (1947-) là nhà thơ, triết gia người Ấn Độ. Kak sinh tại Srinagar, Kashmir.
Subhash Kak là giáo sư và trưởng Vụ Khoa học Máy tính tại Oklahoma State University ở Stillwater.
Sinh ra ở Srinagar, Kashmir, ông hoàn thành bằng tiến sĩ Kỹ thuật Điện từ Viện Công nghệ Ấn Độ, Delhi, và sau đó gia nhập nó như là một giáo sư. Trong thời gian 1979-2007, ông được với Louisiana State University, Baton Rouge, nơi ông phục vụ gần đây nhất là Donald C. và T. Elaine Delaune sắc Giáo sư điện và Kỹ thuật Máy tính.
nghiên cứu kỹ thuật của ông là trong các lĩnh vực lý thuyết thông tin, mạng thần kinh, và thông tin lượng tử. Ông cũng đã viết về lịch sử của khoa học và nghệ thuật Ấn Độ. Điều này làm việc cũng như giải quyết một nghịch lý sinh đôi của lý thuyết tương đối đã nhận được sự chú ý đáng kể trên báo chí phổ biến.
Tác phẩm của ông đã được giới thiệu trong phương tiện truyền thông phổ biến bao gồm các kênh Discovery và Lịch sử, PBS, Hà Lan truyền hình công cộng Ohm, và gần đây nhất trong một phim tài liệu về âm nhạc (www.ragaunveiled.com). Ông đã viết về triết lý của tâm và cho thấy làm thế nào đệ quy đóng vai trò cơ bản trong nghệ thuật, âm nhạc và thẩm mỹ.
Ông là tác giả của 12 cuốn sách trong đó gần đây nhất là "Kinh Bát Nhã: cách ngôn của Intuition." Ông cũng là tác giả của 6 cuốn sách của câu thơ. Những cuốn sách này đã được dịch sang tiếng Pháp, Đức, Ý, Tây Ban Nha, Hàn Quốc, và Serbia. Các học giả Ấn Độ phân biệt Govind Chandra Pande đã so sánh thơ của ông đến đó của William Wordsworth.
Trong số các giải thưởng của ông bao gồm Hội đồng Anh viên (1976), Viện Hàn lâm Khoa học Quốc gia Huy chương của Viện Hàn lâm Khoa học Ấn Độ (1977), giải thưởng Kothari (1977), UNESCO Tokten Award (1986), giải thưởng Goyal (1998), viên quốc gia của Viện Ấn Độ nâng cao học (năm 2001), và sinh viên sắc của IIT Delhi (2002).